# Хитови
Хитови е осмият компилационен албум на Цеца, издаден през 2005 година от Megaton. Този компилационен албум съдържа 15 хита на певицата от периода 1993-1999 г.

## Песни
1. Београд
2. Иди док си млад
3. Фатална љубав
4. Знам
5. Маскарада
6. Вретено
7. Ја још спавам у твојој мајици
8. Мегамикс
9. Шта је то у твојим венама
10. Црни снег
11. Ко на грани jабука
12. Доктор
13. Куда иду остављене девојке
14. Кукавица
15. Кад би био рањен